# Nachal Roded
Nachal Roded (hebrejsky: נחל רודד) je vádí v jižním Izraeli, v pohoří Harej Ejlat.
Začíná na východních svazích hory Har Jeho'achaz v nadmořské výšce okolo 700 metrů, cca 9 kilometrů severozápadně od města Ejlat. Směřuje pak k jihovýchodu rychle se zahlubujícím skalnatým kaňonem, stáčí se k severovýchodu podél severního úbočí hory Ma'ale Roded. Z jihu míjí horu Har Šchoret, u níž se prudce obrací k jihu a vede hluboce zaříznutou soutěskou okolo vrchu Har Jedidja. Na ní vstupuje do širokého údolí, které je již součástí příkopové propadliny vádí al-Araba. Zprava přijímá vádí Nachal Netafim a menší vádí Nachal Ja'el, přitékající ze svahů hory Har Šachmon. Ze severu míjí vesnici Ejlot, za kterou podchází silnici číslo 90. Pak se otáčí k jihu a vstupuje do umělých vodních nádrží na severním předměstí Ejlatu, které již jsou propojeny s Rudým mořem, do kterého ústí na východním okraji města, nedaleko hranice s Jordánskem.